# 多碘化物
多碘离子（英文：Polyiodide）指的是由多个碘原子组成的多原子阴离子，是多聚卤素阴离子的一类。多碘化物指含有多碘离子的化合物。

## 制备
将单质碘溶解于碘化物溶液中，就能得到多碘化物的溶液，其中多数是 I3−（三碘阴离子）：
{\displaystyle {\rm {I_{2}+I^{-}\rightarrow I_{3}^{-}\,}}}
室温下，I3− 和 I5− 在水溶液中的稳定常数为：
{\displaystyle {\rm {I_{2}+I^{-}\rightarrow I_{3}^{-}\,}}}， {\displaystyle {\rm {K_{f}(298K)=710\,}}}
{\displaystyle {\rm {I_{2}+I_{3}^{-}\rightarrow I_{5}^{-}\,}}}， {\displaystyle {\rm {K_{f}(298K)=9\,}}}
过量的碘与碘化钾长时间加热搅拌反应时，可以得到组成近似为 KI4 的多碘化物，其中的碘都是一样的，可以与 KI 中的碘发生同位素交换反应。
将比计量稍微过量的碘加入碘化四甲基铵的乙醇溶液中，加热搅拌使其溶解，然后缓慢冷却，可以析出深红色的三碘四甲基铵针状晶体 NMe4I3。如果用过量数倍的碘，则得到深绿色单斜晶系的五碘四甲基铵针状晶体 NMe4I5。将少量的上述晶体溶于大量水中，用有机溶剂如二氯甲烷萃取，然后用硫代硫酸钠滴定产生的碘（不断振荡溶液，终点无色），便可得知晶体中的多碘离子种类。（第41届IChO实验预备试题第1题）

## 性质
多碘离子的通式为 Imn−，一般m为奇数，n为1，形成诸如 I3−、I5−、I7− 之类的单阴离子。但是也有少数例外，例如 Cs2I8 中，就含有 I82− 离子。最简单的多碘离子是三碘离子（I3−）。目前合成的最复杂的多碘离子是 I164− 离子，存在于深蓝色针状晶体 R2H2I8 中（R+ 为质子化的可可碱），于1869年由S. M. Jorgensen首先制备出来。X射线衍射显示该离子为中心对称的平面结构，形状类似于“己”字，不过上下两横只有中间一横的一半长。
多碘离子在非水溶剂中的稳定性要比在水中的稳定性高。例如25°C时，I3− 在水溶液中的生成稳定常数为710，而在丙酮中为108.3，在硝基乙烷中为106.7，在1,2-二氯乙烷中为107。对于相同阳离子的三卤化物，总体上讲，阴离子中心原子半径越大，形成的阴离子对称性越高，则该三卤离子稳定性也越高。然而，多卤化物在溶剂中的行为是复杂的，以乙腈、丙酮和硝基甲烷作溶剂时，三卤离子的稳定性为：{\displaystyle {\rm {Cl_{3}^{-}>Br_{3}^{-}>I_{3}^{-}\,}}}，与在水中的恰好相反。
对于含有同一多碘离子的化合物，阳离子体积越大，该多碘化物也越稳定。一般常用的阳离子有：Cs+、NR4+（R=烷基，如NMe4+）和AsPh4+，它们与多碘离子可以形成稳定的化合物，有一定的晶形，可以从溶剂中析出。

## 结构
这些多碘离子都看作是由 I−、I2 和 I3− 单位形成的，其结构中，I－I－I 键角一般接近90°或180°，I－I 距离也一般都比碘分子中的 I－I 键长。根据成盐环境的不同，多碘离子的对称性会有不同，从而使同一离子的键长和键角产生差异，这是由于卤素原子本身性质不同，而且阳离子对多碘离子在空间上存在影响，使其产生程度不同的偏离。
一些多碘离子的结构如下：

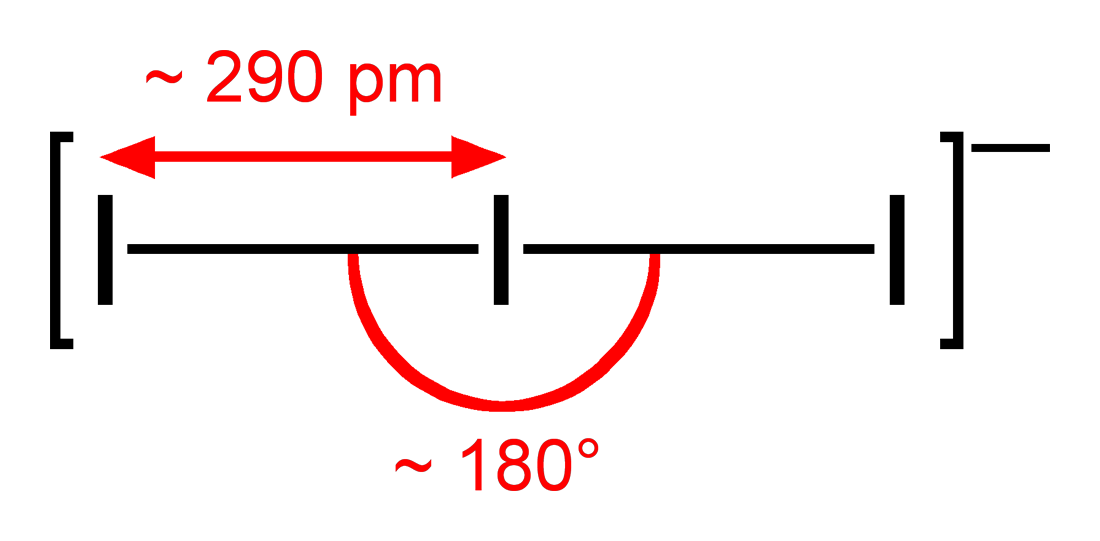
I_{3}^{−} 离子。

- I3− 离子：近似直线型结构。在晶体 [NEt4]I7 和 [AsPh4]+I3− 中，I3− 离子是直线型的；但在 CsI3、Cs2I8 和 NH4I3 中，I3− 离子却是不对称的。
- I5− 离子：一般为平面V型结构，可看成是两个 I2 向一个 I− 配位。[2]该离子中存在碘原子p轨道的相互作用。[3]
- I7− 离子：由中心对称的 I3− 离子和 I2 分子组成的三维骨架结构，其中每个 I3− 离子紧连4个 I2 分子，而每个 I2 分子紧连2个 I3− 离子，I3− 和 I2 之间有强烈的相互作用。
- I9− 离子：为扭曲的h型，非平面结构。
- I42− 离子：直线型（[I－I－I－I]2− 或 [I…I－I…I]2−）。[4]两种模型中，I－I键总键长大致相等。
- I82− 离子：
  - Cs2I8 中，I82− 离子为Z型结构，由两个不对称的 I3− 离子共同连接一个 I2 分子得到。有很强的反磁性，I3− 和 I2 之间有较强的相互作用。
  - 在与N-甲基乌洛托品正离子形成的黑色化合物中，I82− 离子为舒展型结构，类似于 _/− 。

|  |  |
|  |  |